# Mohammad Yousef Kargar
Mohammad Yousef Karger (persa: محمد یوسف کارگر, nacido el 11 de mayo de 1962) fue uno de los deportistas más exitosos en Afganistán.

## Carrera
Su familia se estableció en primera estación de esquí de Afganistán y se convirtió en campeón nacional en 1978 a la edad de 16 años,dejó de esquiar debido a la invasión soviética de Afganistán. Durante los años 1970 y 1980 fue miembro del equipo nacional de fútbol de Afganistán. Entrenó a equipos de jóvenes afganos tras convertirse en el entrenador del equipo Nacional de Afganistán en 2001 después del final del Talibán régimen.

## Trayectoria
| Club                | País       | Año             |
| ------------------- | ---------- | --------------- |
| Selección nacional* | Afganistán | 2002 - 2008     |
| Selección nacional  | Afganistán | 2008 - Presente |

*Auxiliar técnico